# Fortaleza de Samuel (Klyuch)
La fortaleza de Samuel se encuentra entre las montañas de Belasica y Ograzden en la margen derecha del río Strumica, cerca del pueblo de Klyuch, en Bulgaria. La fortaleza fue construida durante el reinado del zar Samuel, probablemente entre los años 1009-1013. Cerca de esta fortaleza se libró la batalla de Clidio en 1014 entre el Primer Imperio búlgaro, dirigido por el zar Samuel, y el Imperio bizantino dirigido por Basilio II.
La fortaleza se convirtió en parque nacional y museo en Bulgaria en 1982. Es uno de los 100 sitios turísticos nacionales.

## Galería de imágenes

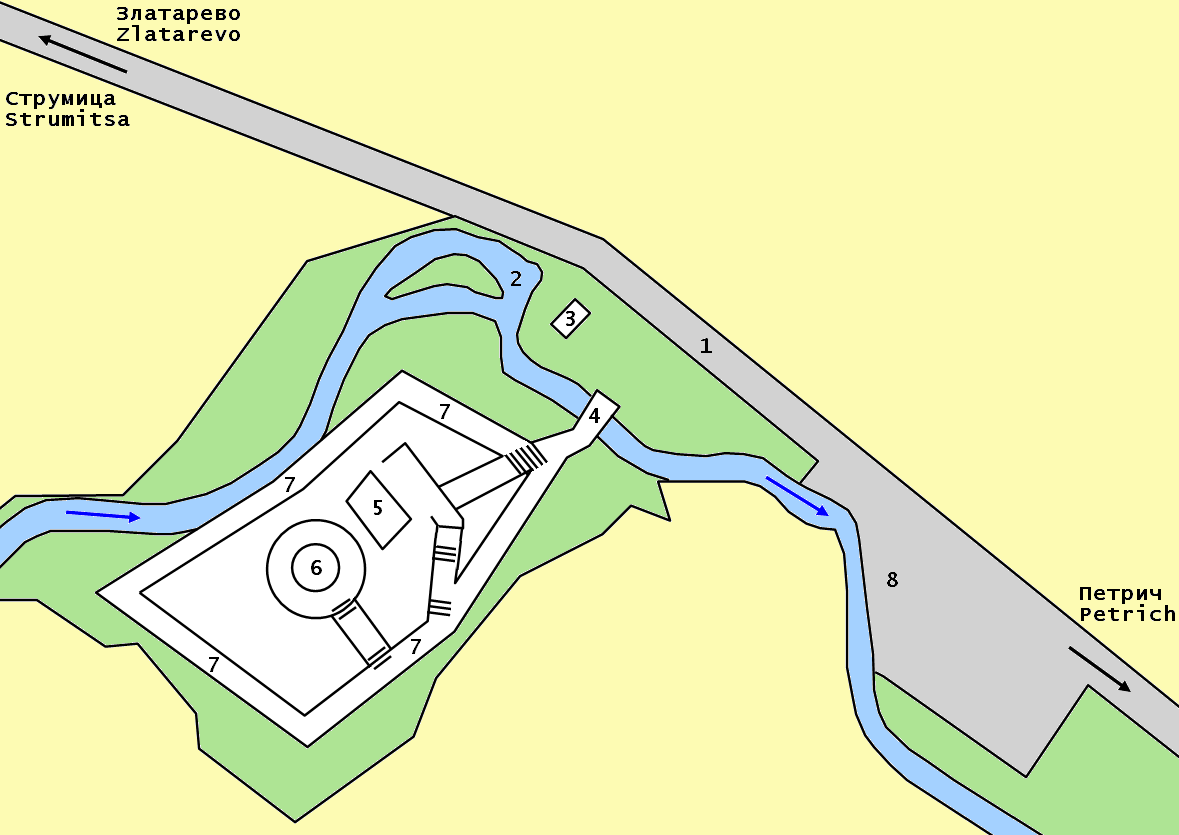
Mapa de la fortaleza
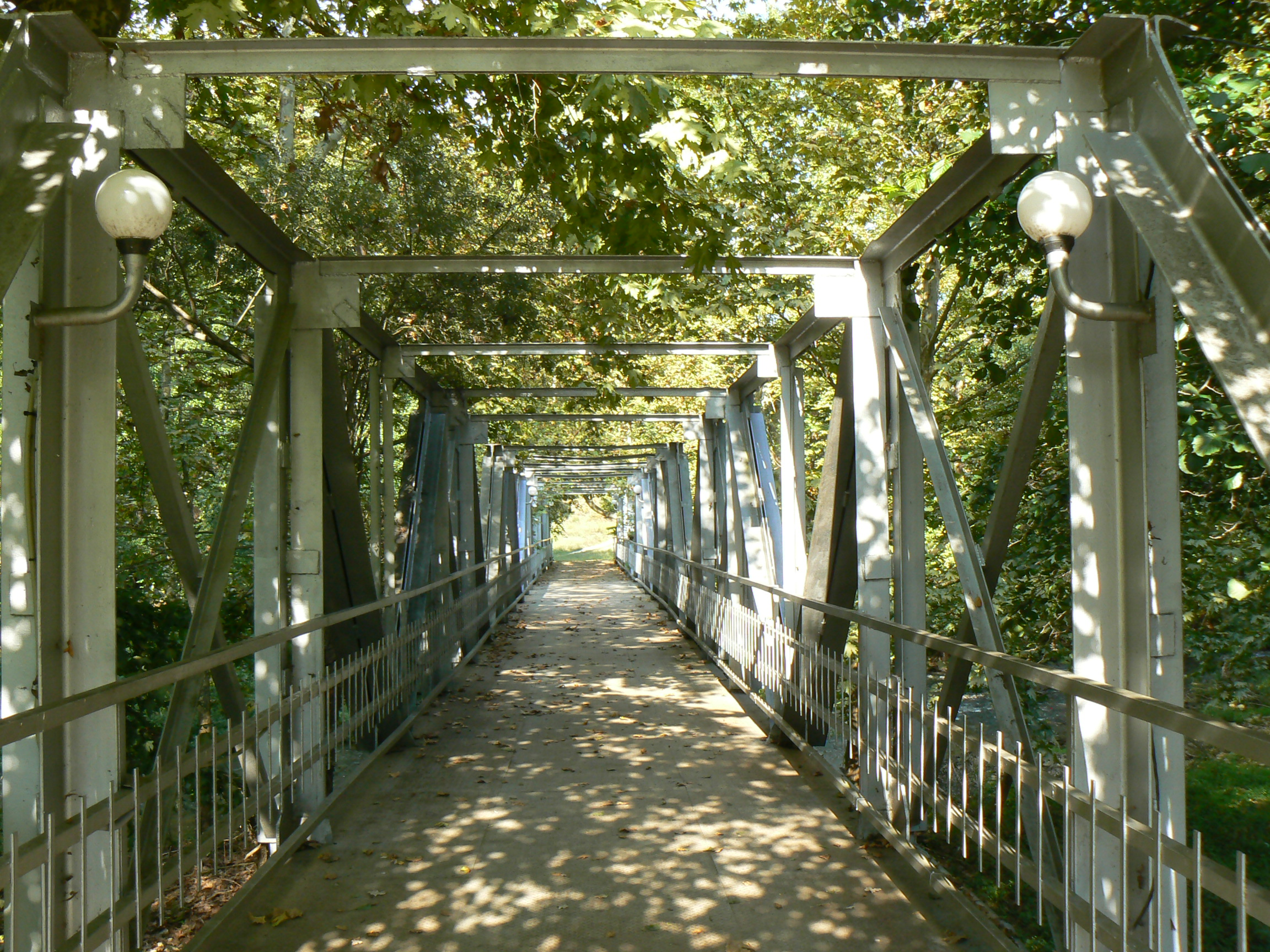
Puente sobre el Strumica
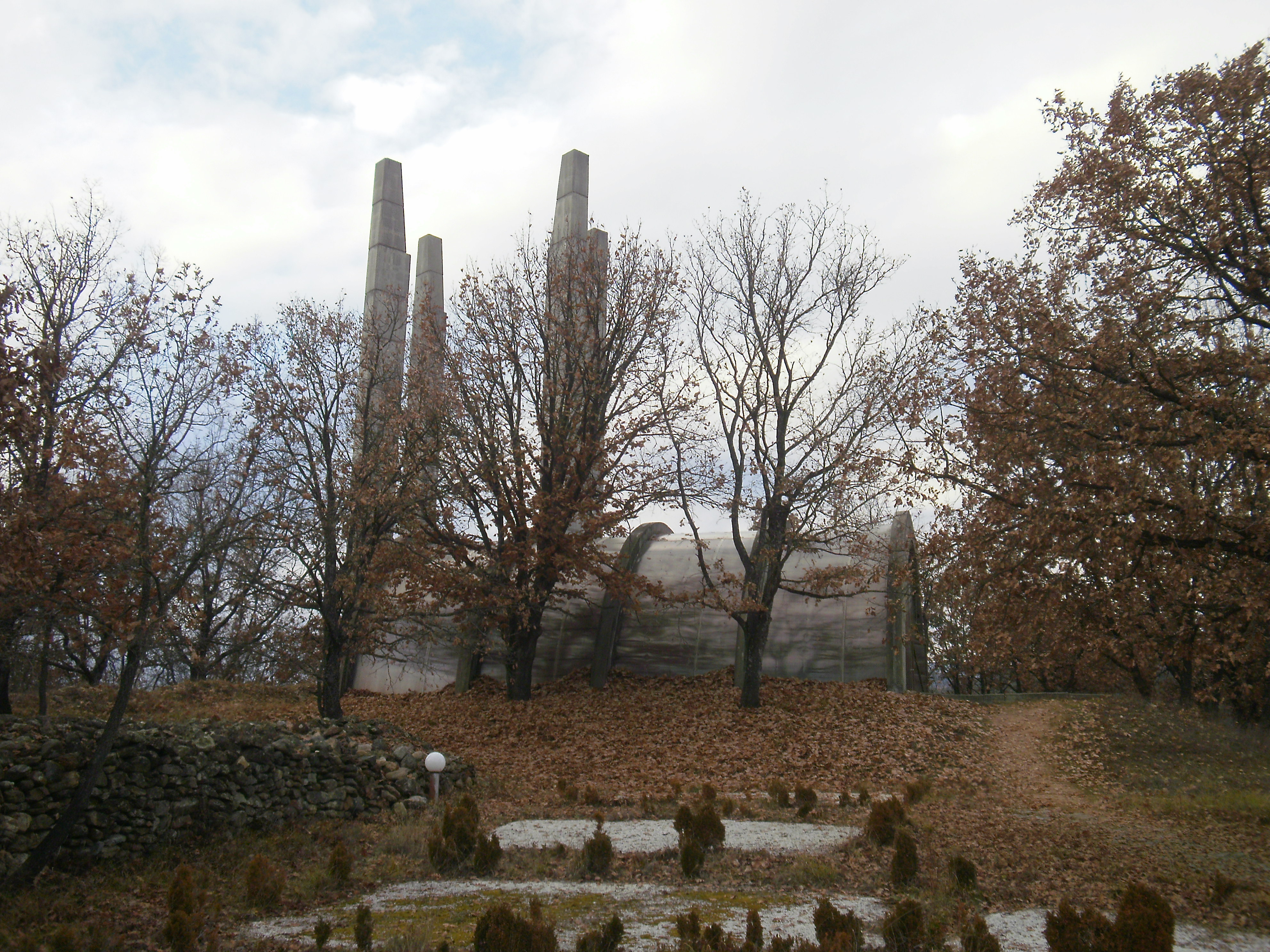
Los cuatro pilares
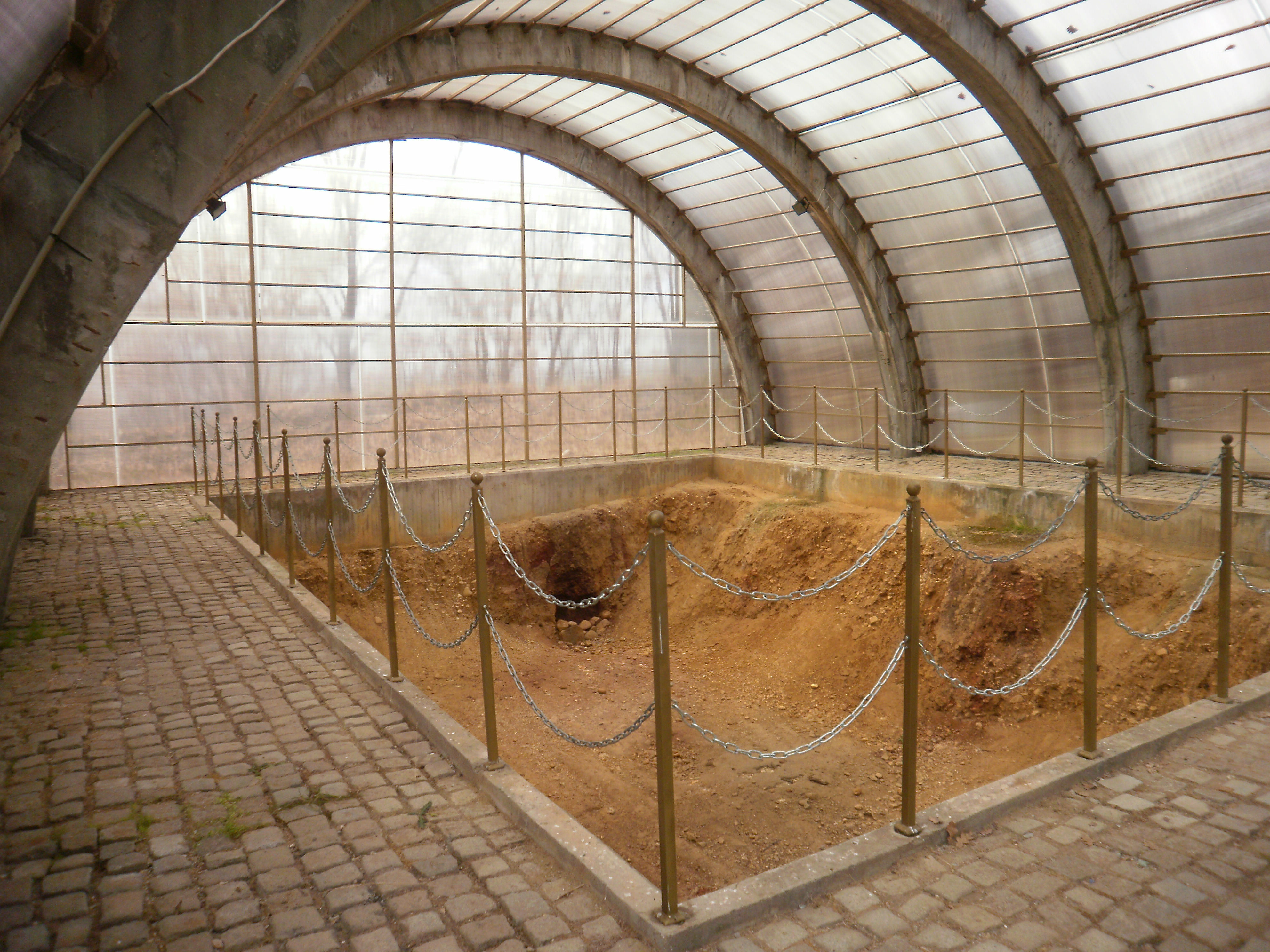
Interior protegido